# Decalegrón
Decalegrón fue un programa cómico uruguayo que se emitía por Canal 10 de Montevideo, Uruguay. Dicho programa estuvo en el aire desde agosto de 1977 ininterrumpidamente hasta el año 2001, logrando niveles de índice de audiencia elevada para su época. En sus últimas temporadas se emitía los días lunes por la noche.

## Historia
El programa fue una idea de Eduardo D'Angelo y Julio Frade, que llevaron ante las autoridades del canal. Originalmente se iba a llamar Chifladísimo, pero finalmente quedó el nombre Decalegrón. A modo de propaganda de lanzamiento, se empapelaron lugares de la ciudad con afiches del elenco.
Su elenco estable estuvo integrado por Enrique Almada (1934-1990), Eduardo D'Angelo (1939-2014), Ricardo Espalter (1924-2007) y Julio Frade (1943-) ―actores de larga trayectoria en Uruguay, Argentina y Chile―, junto a figuras como:
- Mecha Bustos
- Eduardo Freda
- Ruben García
- Nelson Lence
- Raúl Valdez*
- Pedro Novi
- Luis Orpi
- Dante Ortiz
- Andrés Redondo
- Raimundo Soto
- Graciela Rodríguez
- Pelusa Vera
- Ximena
- Sergio Benítez
- Petru Valensky
- Nidia Kent

Raúl Valdez, aparte de actuar, filmaba y compaginaba los sketches realizados en exteriores, como "Los uruguayos somos así",  "Arturito", "El detective", y otros.
También se integraron otras figuras como Antonio Barbat (en su recordado papel de Samantha, la mucama de las Rivarola), Alessandra Moncalvo, Pablo Demicheli y otros.
Se caracterizó en general por su humor de nivel y sutileza, intentando evitar siempre la chabacanería.

## Sketches
A principios de los años ochenta, Uruguay estaba gobernado por una dictadura militar. El programa tenía un sketch satírico en el que Julio Frade y Enrique Almada interpretaban a dos contadores que recibían propuestas de medidas gubernamentales descabelladas de un personaje (El Chicho) oculto tras una puerta. El sketch finalizaba siempre con la frase: «¡Chicho, vos sí que tenés recursos!».
Otros sketches destacados fueron los de
- el político Pinchinatti ―interpretado por Ricardo Espalter―,[2]
- Las hermanas Rivarola,
- El Toto Paniagua ―también interpretado por Espalter, con Enrique Almada como el Profesor―,[3]
- Las Noches Cultas,[4]
- El Boliche,[5][6]
- Las Fashion, con Graciela Rodríguez y Alessandra Moncalvo,[7]
- El Mecánico, con Luis Orpi, Alessandra Moncalvo y Eduardo Freda,[8]
- La Familia Rodelú (parodia de Julio María Sanguinetti en su segunda presidencia, 1995-2000).[9]
- La cola que quedó. Protagonizada por todos los integrantes del elenco estable.
- La comisaria.
- Verano qué verano.(filmado en exteriores y compaginado en el mismo día de su salida al aire por Raul Valdez)

## Música
La presencia del maestro Julio Frade significó desde el principio una gran selección musical para el programa.
Es recordada la cortina musical, inspirada en "Three Little Words" de Ruby y Kalmar.

## Premios y distinciones
- En 1990, al fallecer Enrique Almada, el Senado de Uruguay le tributó un sentido homenaje. El programa Decalegrón fue destacado, especialmente el sketch del "Chicho", como crítica a la dictadura de la época.[10]
- En 1990, Decalegrón conquistó el premio Tabaré, con Ricardo Espalter y Pelusa Vera en las categorías de mejores actores humorísticos.[11]
- En 1993, Graciela Rodríguez fue premiada como mejor actriz de humor.[11]
- En 1994 y 1995 se volvió a premiar a Decalegrón.[11]

## Epílogo
La muerte de Enrique Almada (agregada a la de Andrés Redondo que en sus últimos años se había incorporado al programa), y el desgaste de una forma de humor que a fines del siglo XX no supo renovarse adecuadamente, llevó a que el canal levantara el programa por un tema de rating y de costos (era más barato comprar programas hechos que armar una producción).
Conjuntamente con Telecataplúm ―del cual en sus comienzos fueron parte los integrantes de Decalegrón― fueron los programas que hicieron escuela del humor en la televisión uruguaya y en parte también en la televisión argentina. Con la desaparición de ambos espacios, y debido en parte también a la falta de apuestas a proyectos de humor de los canales privados uruguayos, los programas de humor desaparecieron de la televisión uruguaya, siendo el que sobrevivió más tiempo El show del mediodía (de canal 12) con sus espacios humorísticos.